# حسین‌آباد مهلار علیا
حسین‌آباد مهلار علیا نام روستایی از توابع بخش انابد شهرستان بردسکن در استان خراسان رضوی است. این روستا در دهستان درونه قرار دارد و براساس سرشماری سال ۱۳۸۵ جمعیت آن ۱۲۱ نفر (۲۸ خانوار) بوده است.